# Kalliopi Araouzou
Kalliopi Araouzou (griechisch Καλλιόπη Αραούζου, * 6. März 1991) ist eine griechische Freiwasserschwimmerin. 2015 wurde sie Vizeweltmeisterin über fünf Kilometer, 2013 holte sie ebenfalls eine WM-Silbermedaille mit der griechischen Mannschaft im 5-km-Team-Event.

## Erfolge
Bei den Schwimmeuropameisterschaften 2010 in Budapest belegte sie einen 14. Platz über 1500 m Freistil. Bei derselben Veranstaltung holte sie zwei Medaillen: eine goldene im Team-Event zusammen mit Antonios Fokaidis und Spyridon Gianniotis und eine silberne im Einzelrennen über 5 km in 1:02:37,3 h hinter Jekaterina Seliwjorstowa (1:02:34,7) und vor ihrer Landsfrau Marianna Lymberta (1:02:41,3).
Nach einem weniger erfolgreichen Jahr 2011 gewann sie bei den Freiwassereuropameisterschaften 2012 zwei Silbermedaillen: über 5 km und im 5-km-Team-Event, letztere hinter Italien und vor den Deutschen Thomas Lurz, Andreas Waschburger und Angela Maurer.
Bei den Schwimmweltmeisterschaften 2013 gab es zwei 4. Plätze über 5 und 10 km und wieder eine Silbermedaille im Team-Event, diesmal hinter den Christian Reichert, Thomas Lurz und Isabelle Härle.
Bei den Schwimmeuropameisterschaften 2014 war das beste Resultat wieder eine Silbermedaille im Team-Event, diesmal hinter den Niederlanden mit Ferry Weertman, Marcel Schouten und Sharon van Rouwendaal.
Bei den Schwimmweltmeisterschaften 2015 auf der Kasanka im russischen Kasan ließ sie sich in 58:49,8 min im Einzelrennen über 5 km nur von der Titelverteidigerin schlagen, der US-Amerikanerin Haley Anderson (58:48,4). Dritte wurde hier überraschend die Deutsche Finnia Wunram (58:51,0).